# 不友好國家名單

藍：俄羅斯聯邦
紅：被俄羅斯聯邦政府列入“不友好國家名單”之国家和地区

对俄罗斯联邦、俄罗斯法人和自然人采取不友好行为的国家和地区，简称「不友好國家名單」（俄語：Список недружественных стран），爲俄羅斯聯邦政府於2021年5月13日發布的一份名單，最初公布时仅包含美国及捷克，当时主要针对两国驻俄大使馆，规定捷克使馆只能聘请19名俄籍公民，并禁止美国驻俄使馆聘请俄籍公民。
2022年2月24日，俄羅斯入侵烏克蘭遭遇多數西方國家及其盟友經濟制裁；作為回應，俄罗斯亦於2022年3月5日重新發布該名單，屬於名單中的法人或政府必須以俄羅斯盧布支付俄羅斯債務，且在俄羅斯銀行開設特殊賬戶進行。2022年12月30日，俄罗斯总统普京允许不友好国家的买家使用外币支付拖欠的俄罗斯天然气款项。還允許俄企業使用該名單所屬國家的智慧財產權等一系列法律。
2022年6月24日该名单第一次扩大，加入巴哈马及另外两个王室屬地。2022年10月30日第二次扩大，将所有英国海外属地全部列入。截至目前，这一名单涵盖所有欧盟国家，所有G7成员，以及除土耳其外的所有北约成员。
2023年3月16日，俄罗斯总统普京在一次集会活动中指出“不友好国家”这一概念没有反映客观现实，因为在他看来，不友好的是这些国家的精英或统治阶层，而当地普通民众普遍对俄罗斯表示同情。
2023年7月1日起，俄罗斯将这些不友好国家列入离岸贸易黑名单。
2024年9月，俄羅斯公佈「共享價值簽證」（Shared Values Visa，SVV），除斯洛伐克及匈牙利外，上述不友好國家公民，可向俄羅斯申請三個月居留權，不需語言、歷史及法律知識，之後可以再申請三年臨時居留權。以「保障有關公民避免飽受覺醒文化影響」。

## 国家和地区列表
該名單包括下列国家和地区：  
- 阿尔巴尼亚
- 安道尔
- 澳大利亚
- 巴哈馬
- 加拿大
- 冰岛
- 日本
- 韩国
- 列支敦士登
- 密克罗尼西亚联邦
- 摩纳哥
- 黑山
- 新西兰
- 北马其顿
- 挪威
- 圣马力诺
- 新加坡
- 瑞士
- 臺灣
- 乌克兰
- 英国[註 1]
- 美国[註 2]
- 欧洲联盟成员[註 3]